# Mercurio (personaje)
Mercurio o Azogue (Mercury), de nombre Cessily Kincaid, es un personaje del cómic X-Men de Marvel Comics. Es miembro adolescente del cuerpo estudiantil del Instituto Xavier y miembro recurrente de los X-Men.

## Historial de publicaciones
Fue creada por Nunzio DeFilippis, Christina Weir y Keron Grant. Hizo su debut en New Mutants vol. 2 # 2, en agosto de 2003.

## Biografía ficticia

### Origen
Cessily Kincaid, es de origen americano-irlandesa. Creció en Portland, Oregón con sus padres Mark y Jill. Cuando los poderes de Cessily se manifestaron, sus padres estaban disgustados y ocultaron su mutación. En respuesta, ella fue enviada al Instituto Xavier, donde se hizo amiga de Hellion y con Laurie Collins. Después de la que escuela fue reconstruida, fue seleccionada por Emma Frost estar en su equipo de Hellions.
Ella estuvo muy cerca de Rockslide y Hellion, a quienes ve como hermanos mayores. Durante ese tiempo, ella se enamoró de su compañero de equipo, Wither, pero sus sentimientos no fueron correspondidos.

### Estudiante
Más tarde, el Kingmaker encontró de vacaciones a los Hellions y aceptó concederles un deseo. El deseo de Cessily era tener a sus padres aceptándola y amándola, un deseo concedido por el Kingmaker. Sin embargo, cuando los Hellions finalmente rechazaron un acuerdo permanente con el Kingmaker, los padres de Cessily volvieron de nuevo a la normalidad y Cessily regresó al Instituto, derrotada.
Poco después, los acontecimientos del Día M dejó sólo a 27 estudiantes con sus poderes, incluida Cessily, aunque ella hubiera preferido perder sus poderes. Los estudiantes y el personal sin poderes fueron enviados a casa. Un autobús fue bombardeada por el grupo religioso fanático anti-mutante del reverendo William Stryker. Los X-Men celebraron un funeral para los fallecidos.
Todos los estudiantes restantes fueron colocados por Emma Frost en una pelea sin cuartel, y los que consideró como los mejores fueron a asignados en un grupo dllamado New X-Men.
Cessily y los New X-Men derrotaron a Stryker, y este fue eliminado. Poco después, el equipo fue enviado a ayudar Forge que había sido buscado por Nimrod para su reparación. Durante la escaramuza, X-23 se vio obligada a cortar un pedazo de la mano de Mercurio para separarla de Nimrod. 
Después de enterarse del plan de Emma Frost para que X-23 saliera de la escuela, Cessily lleva a Laura a Salem Center. Agentes de "El Fondo" dirigidas por Kimura, vienen a capturarlas. Antes de morir, Stryker había solicitado un arma viviente, una bestia enorme llamada Predator X. La piel metálica de Mercurio se necesitaba para darle poder y durabilidad. Los científicos de las instalaciones quitan injertos de Mercurio. Los experimentos la dejan física y mentalmente traumatizada, obligándola a recuperarse durante un tiempo en el Instituto. Con el tiempo, recupera algo de su masa perdida. 
Mercurio es una de los estudiantes que interceptan a Hulk cuando ataca la Mansión X. Más tarde, mientras que el resto de los X-Men están aún derrotados contra el ataque de Hulk, Mercurio intenta una vez más detener la furia del goliath verde. Durante el transcurso de la batalla, Hulk visita el cementerio del instituto. Mercurio luego describe a detalle la muerte de Laurie Collins y Brian Cruz, haciendo que Hulk entienda que su venganza sobre Xavier es inútil. Al oír estos cementerios, Hulk recuerda a sus compañeros caídos.
Mercurio también se ha visto profundamente afectada por los acontecimientos del Día M. Ella está angustiada por la muerte de un civil mutante.
Mercurio es uno de los New X-Men dirigidos por Surge que lanzan un ataque contra los Purifiers para rescatar a la niña mutante.

### Utopía y Regenesis
Mercurio, junto con sus compañeros estudiantes Onyxx y Loa, fueron los encargados de mantener la paz en los disturbios del Telegraph Hill.
Después de la derrota de Norman Osborn por los X-Men y la creación oficial de Utopía, Mercurio está involucrado en un tira y afloja entre los medios de Norman Osborn, su padre biológico y su afirmación de que ella estaba encerrada contra su voluntad. Ella sostiene una discusión con su padre en televisión abierta.
Deadpool interviene creyendo que él está haciendo un favor en su intento de matar al Sr. Kincaid en vivo por televisión, sólo para ser detenido por Domino. Sin embargo Deadpool todavía está tratando de seguir adelante y matar al padre de Mercurio.
Después del Cisma de los X-Men, Cessily siguió a Wolverine y regresó a la escuela de Nueva York.

## Poderes y habilidades
El cuerpo de Mercurio está compuesto por mercurio no tóxico. Puede moldear su cuerpo a voluntad, pudiendo cambiar su estructura de manera más sólida o líquida a voluntad 
Su mayor debilidad es la electricidad, ya que el mercurio es un material conductor de esta.
Debido a la composición de su cuerpo, Mercurio no necesita comer ni beber, aunque suele ocultar este hecho y realiza los horarios de comidas con sus compañeros para sentirse más integrada. Debido a su cuerpo, también es la única capaz de tocar sin sufrir daños a Ruina de quien estuvo enamorada.

## Otras versiones

### Dinastía de M
En la realidad creada por la Bruja Escarlata, Mercurio era una estudiante del Instituto de liderazgo de Nuevos Mutantes dirigido por Karma. Allí mantenía una buena relación con Wallflower.

## En otros medios

### Televisión
- Mercurio aparece en la serie animada Wolverine and the X-Men, como uno de los Acólitos de Magneto.